# Darkness and Light (Keldian)
Darkness and Light è il quarto album della band Symphonic power metal-fantascientifica norvegese Keldian, pubblicato ad ottobre 2017 dalla casa discografica statunitense Perris Records.

## Tracce
- Nightfall - 4:21
- Blood Red Dawn - 5:11
- The Haunting - 4:27
- Life and Death Under Strange New Suns - 5:28
- I'm the Last of Us - 12:41
- Change the World - 7:20
- Broadside! - 5:19
- Crown of Starlight - 7:27

Tutti i brani sono stati composti da Andresen/Aardalen

## Formazione
- Christer Andresen - voce, chitarra elettrica e acustica, basso elettrico
- Arild Aardalen - tastiere, Seconda voce